# Casa Consistorial d'Arró
La Casa Consistorial d'Arró és una casa d'Arró al municipi d'Es Bòrdes inclosa en l'Inventari del Patrimoni Arquitectònic de Catalunya.

## Descripció
Casal habilitat com a Casa dera Vila, de secció rectangular, de dues plantes i "humarau". La façana paral·lela a la "capièra" i orientada a migdia, presenta tres obertures de fusta per planta amb la "lucana" central desenvolupada fins a la cornisa. La coberta d'encavallades de fusta i llosat de pissarra és de dos vessants i "tresaigües" en les bandes; la pala del "penaièr" de llevant conté una "humenèja" i connecta amb la d'un edifici annex. L'arrebossat de la façana emblanquinat, la porta elevada així com l'esmentada lucana, serveixen per ressaltar l'edifici.
La Balconada de fusta treballada amb motius geomètrics i que es repeteixen en altres balconades dera Val. L'antiga balconada es troba a les golfes de la casa consistorial. Als extrems de la teulada hi ha dues caputxines, i en el centre la caputxina-balconada. Aquest últim element no és característic en l'arquitectura de la Val que careix de balconades.

## Història
Es coneix el fet que Joan d'Arró junt amb el governador de la Val van construir molins fariners sota Catèl-Leon, a la qual cosa s'oposava el Conselh Generau (1610).
Casa des de Joan d'Arró va ser antigament propietat de Vicente Deò Castet.
També tenim notícies orals que ens expliquen que aquesta casa era propietat particular i rebia el nom de casa de Joan d'Arró. Als anys 50 del segle xx va passar a ser propietat municipal convertint-se en Casa Consistorial.